# 다테 무네모토

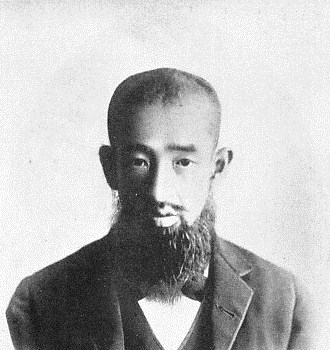
다테 무네모토

다테 무네모토(일본어: 伊達宗基, 1866년 8월 24일 ~ 1917년 1월 27일)는 일본 센다이번의 14대 번주이자, 다테 가문의 30대 당주이다.
게이오 2년, 선대 번주 다테 요시쿠니의 넷째 아들로 태어났다. 게이오 4년(1868년), 아버지가 오우에쓰 열번동맹의 맹주였다는 죄목으로 처벌을 받게 되면서, 아버지로부터 번주직을 양위받았다. 그러나 처벌로 인해 62만 석 영지는 28만 석으로 대거 삭감되었다. 영지 삭감에 관해서는 무네모토가 나이가 어렸기 때문이라는 설도 있다. 메이지 2년(1869년)에 판적봉환이 있은 뒤 센다이 번지사가 되었다. 하지만 아직 나이가 어리고, 또 원래대로라면 요시쿠니의 뒤를 잇는 사람은 양자인 다테 무네아쓰가 되어야 했기 때문에, 무네모토는 메이지 3년(1870년)에 근신이 해제된 무네아쓰에게 번지사직을 넘겨주었다. 메이지 17년(1884년)에 백작이 되었고, 메이지 44년(1911년)에는 정3위, 다이쇼 6년(1917년)에는 종2위의 관위에 서임되었다. 종2위로 서임된 그해 52세로 사망하였고, 백작 가문은 동생인 구니무네가 계승하였다.
|  | 제1대 다테 백작가(센다이 종가) 당주 1884년 ~ 1917년 | 후임 다테 구니무네 |

| 전임 다테 요시쿠니 | 제30대 다테 종가 당주 1868년 ~ 1917년 | 후임 다테 구니무네 |

| 전임 다테 요시쿠니 | 제14대 센다이번 번주 1868년 ~ 1869년 | 후임 번지사로 바뀜 |

|  | 제1대 센다이번 번지사 1869년 ~ 1869년 | 후임 다테 무네아쓰 |